# 丁斐
丁斐（?—?），字文侯，东汉末年沛国谯县（治今安徽省亳州市）人。
丁斐博览群书，個性沈毅。与曹操同乡，為曹操所喜爱。永汉元年（189年）十二月，曹操在陈留招兵，丁斐前来投奔。丁斐特别贪财，常不择手段敛财，多次触犯法律，毛玠也多次告发丁斐，但都得到曹操赦宥。建安元年（196年），丁斐任典军校尉，总管内外大事。他向曹操提的建议，曹操大多都会听从。建安十六年（211年），马超与韩遂等反曹，七月，曹操亲自西征，与马超在潼关交战。正准备渡河时，马超率军杀到，曹操上了小船，马超大军用箭射曹操，丁斐趁机放出牛马来诱敌抢夺，分散敌军注意力，敌军果然顧著抢夺牛马，曹操顺利渡过了河。建安二十一年（216年），丁斐随曹操讨伐东吴。丁斐途中私以自家瘦弱的老牛，换取健壮的官牛，结果被人揭发，被削去官职。后曹操笑问其印绶何在，丁斐回答说：“用来换饼了。”曹操笑著对左右说，我并非不知此人不清廉，我用他，就好比家里养狗，虽会偷一些主人家的东西，但却会捕捉老鼠，于是恢复了丁斐典军校尉之职。几年後，丁斐因病去世。丁斐有一子丁谧。